# Ricard Cor de Lleó
|  | Per a altres significats, vegeu «Ricard Cor de Lleó (òpera)». |

Ricard I d'Anglaterra va ser rei d'Anglaterra des del 6 de juliol de 1189 fins a la seva mort. També va governar com a duc de la Normandia, d'Aquitània, de Gascunya, senyor d'Irlanda i de Xipre, i comte d'Anjou i de Nantes. Anomenat Ricard Cor de Lleó (en francès Richard Cœur de Lion, en anglès Richard Lionheart) per la seva reputació com a gran combatent i capitost, va ser el principal comandant cristià durant la Tercera Croada. Ricard era també anomenat Oc e No («Si i No») en occità, la seva llengua materna en la qual va escriure algunes poesies.
Ricard va afegir un lleó al segell del seu pare, que de vegades en feia servir un amb un lleó i de vegades un amb un lleó i un guepard; des d'aquest rei l'escut amb tres lleons representa Anglaterra.

## Príncep rebel
Ricard era el tercer fill d'Enric II d'Anglaterra i I d'Anjou i d'Elionor d'Aquitània; nascut probablement a Beaumont Palace, la residència que els seus pares tenien a Oxford.
El 1169 el seu pare va repartir els dominis (sota la seva vigilància), i a Ricard li va donar el Poitou, Perigord, el Llemosí i la Gascunya. Va ser reconegut duc pel comte de Tolosa el gener del 1173. Segons el cronista Ralph de Coggeshall, el fill gran d'Enric II d'Anglaterra, anomenat Enric II el Jove, es va revoltar el mateix 1173 contra el seu pare. Ricard es va unir a la revolta, i també va participar Jofré, el menor. Van obtenir el suport dels senyors de Lusignan, Civray, Mauléon i Aimeric VII vescomte de Thouars. Es va córrer el rumor que els havia instigat la seva mare; però foren vençuts el 1174, i van ser perdonats. L'any següent el pare va anar a Anjou a pacificar els territoris que s'havien revoltat, amb el mateix objectiu va enviar Jofre a la Bretanya i Ricard a Aquitània on va començar a ser anomenat Cor de Lleó. El 1177 va adquirir el comtat de La Marche.
El 1180, havent pacificat el regne, el pare va demanar a Ricard que jurés fidelitat al seu germà Enric, però s'hi va negar i van tornar a haver enfrontaments fins que el 1184, Enric el Jove, va morir de disenteria. A Ricard li corresponia ser l'hereu de les seves possessions, és a dir: Anglaterra, Normandia, Anjou, Maine i Turena, però veient els dubtes del pare en designar-lo hereu, Ricard es va aliar el 1185 amb el rei Felip II August de França i va signar el tractat de Châteauroux que el deixava virtualment independent a Aquitània. Esperava l'ocasió de revoltar-se contra el pare, ocasió que el francès i Ricard van veure el 1189. El 30 de juny de 1189 els francesos van ocupar Tours. Ricard, Felip August i Enric II es van trobar a Colombiers (Villandry) el 4 de juliol i es va signar la pau d'Azay (Le Rideau) per la qual Ricard era reconegut hereu, i cedia Alvèrnia, Issoudun i Gracay (al Berry) a Felip August, i en garantia que serien entregades es va permetre l'entrada o permanència dels francesos a Le Mans, Tours, Troo i Chateau du Loir. Enric va demanar al rei de França la llista dels qui l'havien traït i va veure-hi el seu fill Joan, el seu preferit, cosa que li va provocar un gran disgust que va precipitar la seva mort estant malalt d'una úlcera, el 6 de juliol de 1189.

## Coronació com a rei d'Anglaterra

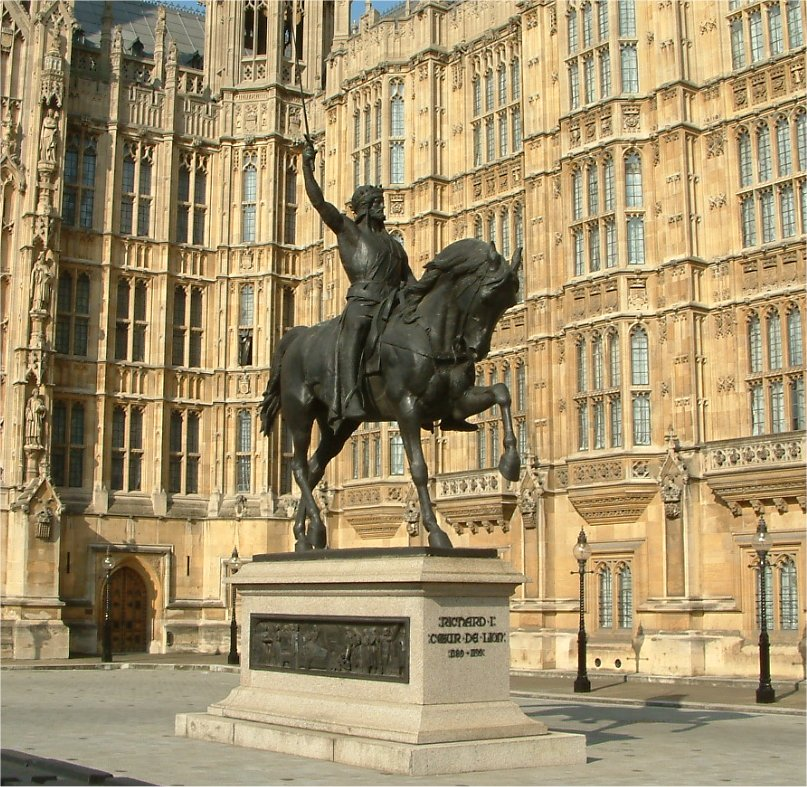
Estàtua de Ricard Cor de Lleó al Palau de Westminster

Ricard va ser reconegut hereu sense problemes i va ser coronat rei d'Anglaterra el 3 de setembre de 1189 a l'abadia de Westminster. Durant la coronació va passar un esdeveniment antisemita: Ricard va prohibir l'assistència a cap jueu però alguns representants de la comunitat jueva es van saltar el protocol per donar-li uns presents. Segons el cronista Ralph de Diceto, els cavallers del rei van fuetejar els jueus i després els van fer fora. Va córrer el rumor que Ricard havia manat matar els jueus i els londinencs van començar a perseguir els jueus, a cremar les seves cases i o bé els forçaven a batejar-se o els assassinaven. Alguns es van refugiar a la Torre de Londres i altres van poder fugir. Entre les víctimes mortals estava Jacob d'Orleans, un mestre de la universitat. Segons va escriure Roger de Howden a la Gesta Regis Ricardi la revolta va sorgir d'un grup de ciutadans gelosos i, quan el rei va saber el que havia passat, els va fer condemnar a mort.
Seguidament va marxar a la croada amb Felip II August i els principals senyors del Poitou (Lusignan, Chauvigny i Déols-Châteauroux, i d'altres) deixant la regència a la seva mare Elionor d'Aquitània. Tement que el país quedés revoltat en la seva absència, va decretar que ningú molestés els jueus, però no va servir de gaire, ja que al març, van tornar a haver-hi revoltes antisemites, especialment a York.

## Cavaller croat

La Mediterrània oriental a l'inici de la Tercera Croada, el 1190.

Abans de marxar cap a la croada, va passar un temps recollint diners per l'expedició i nomenant en persona alguns càrrecs de govern a les seves terres de França. El trobador Bertran de Born va aprofitar el seu retard per fer broma en les seves cançons. De camí cap a Terra Santa va passar per Sicília, on es va enfrontar a Tancred per haver usurpat el tron a Constança, l'esposa de l'emperador Enric VI del Sacre Imperi Romanogermànic i havia empresonat Joana, la reina vídua de Sicília i germana de Ricard. Cor de Lleó va aconseguir que el 28 de setembre Tancred alliberés Joana, però sense que li donés l'herència que li corresponia. Ricard va establir a Messina la seva base d'operacions, cosa que va causar conflictes amb Felip August i al març del 1191 tots dos van arribar a un pacte: Ricard nomenaria hereu al seu nebot, Artur el fill de Jofré, i el rei francès prometia casar una de les seves filles amb Artur més 20.000 unces d'or que serien retornades si no es complia el matrimoni.
El 1191 durant la Tercera Croada va conquerir Xipre a Isaac Comnè, això va estar motivat perquè en salpar de Sicília cap a Terra Santa una tempesta va dispersar els seus vaixells i va saber que el que portava els diners i on viatjaven la seva germana i la seva promesa, Berenguera estava retingut per Isaac Comnè, governant de l'illa. Ricard va tenir el suport de Guiu de Lusignan, mentre que Isaac tenia el de Conrad de Montferrat. Ricard va conquerir tota l'illa i, passat un temps la va vendre als templers, que després la vendrien a Guiu de Lusignan.
El 8 de juny del 1191 va marxar a Acre i va col·laborar en el setge que feia temps havien iniciat els altres cavallers (1189–1191); Ricard va emmalaltir d'escorbut. En aquest moment es va discutir amb el duc Leopold d'Àustria sobre la deposició d'Isaac de Xipre, ja que era parent de la mare de l'austríac. Els homes de Ricard van reaccionar llançant la bandera de Leopold al fossat de la muralla d'Acre. Leopold va abandonar la croada enfurismat i va anar a queixar-se a l'emperador Enric VI.
L'any següent Ricard va participar en la batalla d'Arsuf i la de Jaffa i va fer la pau amb Saladí que va permetre als cristians l'accés al Sant Sepulcre de Jerusalem (1192). Els croats van escollir rei de Jerusalem a Conrad de Montferrat però el 28 d'abril del 1192 un grup de la secta dels assassins el van matar abans que pogués ser coronat. Vuit dies després es va arranjar un matrimoni entre la vídua de Conrad i Enric II de Xampanya, nebot de Ricard, això va fer córrer el rumor que Ricard havia estat implicat en la mort de Conrad.

## Retorn a Anglaterra
A la tornada va marxar disfressat de cavaller templer perquè temia la ira de l'emperador romà d'Orient Isaac II Àngel per haver-se apropiat de Xipre que era una província romana d'Orient. Tanmateix, el seu vaixell va naufragar a prop d'Aquilea i es va veure obligat a continuar el viatge per terra, passant per Àustria, on fou fet presoner pel seu enemic el duc Leopold V qui el va entregar a l'emperador Enric VI. Aquest va demanar un fort rescat, el qual finalment va ser pagat pel bisbe de Canterbury Hubert Walter i va ser alliberat (1194).
Ricard va tornar a Aquitània on va sotmetre alguns barons que en la seva absència s'havien revoltat i va començar a lluitar contra Felip II August que darrerament havia conspirat amb son germà Joan sense terra. Ricard va derrotar el rei francès a Fréteval, a prop de Vendôme, i li va arrabassar Tours i Loches però va ser ferit al setge de Châlus i va morir poc després (1199). La successió la van disputar son germà Joan sense Terra i el seu nebot Artur de Bretanya fill de Jofré.

## Família

### Ancestres
|  |                             |  |  |  |  |  |  |  |  |  |  |  |  |  |  |  |
|  | Folc IV d'Anjou             |  |  |  |  |  |  |  |  |  |  |  |  |  |  |  |
|  |                             |  |  |  |  |  |  |  |  |  |  |  |  |  |  |  |
|  |                             |  |  |  |  |  |  |  |  |  |  |  |  |  |  |  |
|  | Folc V d'Anjou              |  |  |  |  |  |  |  |  |  |  |  |  |  |  |  |
|  |                             |  |  |  |  |  |  |  |  |  |  |  |  |  |  |  |
|  |                             |  |  |  |  |  |  |  |  |  |  |  |  |  |  |  |
|  | Bertrada de Montfort        |  |  |  |  |  |  |  |  |  |  |  |  |  |  |  |
|  |                             |  |  |  |  |  |  |  |  |  |  |  |  |  |  |  |
|  |                             |  |  |  |  |  |  |  |  |  |  |  |  |  |  |  |
|  | Jofré V d'Anjou             |  |  |  |  |  |  |  |  |  |  |  |  |  |  |  |
|  |                             |  |  |  |  |  |  |  |  |  |  |  |  |  |  |  |
|  |                             |  |  |  |  |  |  |  |  |  |  |  |  |  |  |  |
|  | Elies I del Maine           |  |  |  |  |  |  |  |  |  |  |  |  |  |  |  |
|  |                             |  |  |  |  |  |  |  |  |  |  |  |  |  |  |  |
|  |                             |  |  |  |  |  |  |  |  |  |  |  |  |  |  |  |
|  | Ermengarda del Maine        |  |  |  |  |  |  |  |  |  |  |  |  |  |  |  |
|  |                             |  |  |  |  |  |  |  |  |  |  |  |  |  |  |  |
|  |                             |  |  |  |  |  |  |  |  |  |  |  |  |  |  |  |
|  | Enric II d'Anglaterra       |  |  |  |  |  |  |  |  |  |  |  |  |  |  |  |
|  |                             |  |  |  |  |  |  |  |  |  |  |  |  |  |  |  |
|  |                             |  |  |  |  |  |  |  |  |  |  |  |  |  |  |  |
|  | Guillem I d'Anglaterra      |  |  |  |  |  |  |  |  |  |  |  |  |  |  |  |
|  |                             |  |  |  |  |  |  |  |  |  |  |  |  |  |  |  |
|  |                             |  |  |  |  |  |  |  |  |  |  |  |  |  |  |  |
|  | Enric I d'Anglaterra        |  |  |  |  |  |  |  |  |  |  |  |  |  |  |  |
|  |                             |  |  |  |  |  |  |  |  |  |  |  |  |  |  |  |
|  |                             |  |  |  |  |  |  |  |  |  |  |  |  |  |  |  |
|  | Matilde de Flandes          |  |  |  |  |  |  |  |  |  |  |  |  |  |  |  |
|  |                             |  |  |  |  |  |  |  |  |  |  |  |  |  |  |  |
|  |                             |  |  |  |  |  |  |  |  |  |  |  |  |  |  |  |
|  | Matilde d'Anglaterra        |  |  |  |  |  |  |  |  |  |  |  |  |  |  |  |
|  |                             |  |  |  |  |  |  |  |  |  |  |  |  |  |  |  |
|  |                             |  |  |  |  |  |  |  |  |  |  |  |  |  |  |  |
|  | Malcolm III d'Escòcia       |  |  |  |  |  |  |  |  |  |  |  |  |  |  |  |
|  |                             |  |  |  |  |  |  |  |  |  |  |  |  |  |  |  |
|  |                             |  |  |  |  |  |  |  |  |  |  |  |  |  |  |  |
|  | Matilde d'Escòcia           |  |  |  |  |  |  |  |  |  |  |  |  |  |  |  |
|  |                             |  |  |  |  |  |  |  |  |  |  |  |  |  |  |  |
|  |                             |  |  |  |  |  |  |  |  |  |  |  |  |  |  |  |
|  | Margarida d'Escòcia         |  |  |  |  |  |  |  |  |  |  |  |  |  |  |  |
|  |                             |  |  |  |  |  |  |  |  |  |  |  |  |  |  |  |
|  |                             |  |  |  |  |  |  |  |  |  |  |  |  |  |  |  |
|  | Ricard I d'Anglaterra       |  |  |  |  |  |  |  |  |  |  |  |  |  |  |  |
|  |                             |  |  |  |  |  |  |  |  |  |  |  |  |  |  |  |
|  |                             |  |  |  |  |  |  |  |  |  |  |  |  |  |  |  |
|  | Guillem VIII d'Aquitània    |  |  |  |  |  |  |  |  |  |  |  |  |  |  |  |
|  |                             |  |  |  |  |  |  |  |  |  |  |  |  |  |  |  |
|  |                             |  |  |  |  |  |  |  |  |  |  |  |  |  |  |  |
|  | Guillem IX d'Aquitània      |  |  |  |  |  |  |  |  |  |  |  |  |  |  |  |
|  |                             |  |  |  |  |  |  |  |  |  |  |  |  |  |  |  |
|  |                             |  |  |  |  |  |  |  |  |  |  |  |  |  |  |  |
|  | Hildegarda de Borgonya      |  |  |  |  |  |  |  |  |  |  |  |  |  |  |  |
|  |                             |  |  |  |  |  |  |  |  |  |  |  |  |  |  |  |
|  |                             |  |  |  |  |  |  |  |  |  |  |  |  |  |  |  |
|  | Guillem X d'Aquitània       |  |  |  |  |  |  |  |  |  |  |  |  |  |  |  |
|  |                             |  |  |  |  |  |  |  |  |  |  |  |  |  |  |  |
|  |                             |  |  |  |  |  |  |  |  |  |  |  |  |  |  |  |
|  | Guillem IV de Tolosa        |  |  |  |  |  |  |  |  |  |  |  |  |  |  |  |
|  |                             |  |  |  |  |  |  |  |  |  |  |  |  |  |  |  |
|  |                             |  |  |  |  |  |  |  |  |  |  |  |  |  |  |  |
|  | Felipa de Tolosa            |  |  |  |  |  |  |  |  |  |  |  |  |  |  |  |
|  |                             |  |  |  |  |  |  |  |  |  |  |  |  |  |  |  |
|  |                             |  |  |  |  |  |  |  |  |  |  |  |  |  |  |  |
|  | Emma de Mortain             |  |  |  |  |  |  |  |  |  |  |  |  |  |  |  |
|  |                             |  |  |  |  |  |  |  |  |  |  |  |  |  |  |  |
|  |                             |  |  |  |  |  |  |  |  |  |  |  |  |  |  |  |
|  | Elionor d'Aquitània         |  |  |  |  |  |  |  |  |  |  |  |  |  |  |  |
|  |                             |  |  |  |  |  |  |  |  |  |  |  |  |  |  |  |
|  |                             |  |  |  |  |  |  |  |  |  |  |  |  |  |  |  |
|  | Bosó II de Châtellerault    |  |  |  |  |  |  |  |  |  |  |  |  |  |  |  |
|  |                             |  |  |  |  |  |  |  |  |  |  |  |  |  |  |  |
|  |                             |  |  |  |  |  |  |  |  |  |  |  |  |  |  |  |
|  | Eimeric I de Châtellerault  |  |  |  |  |  |  |  |  |  |  |  |  |  |  |  |
|  |                             |  |  |  |  |  |  |  |  |  |  |  |  |  |  |  |
|  |                             |  |  |  |  |  |  |  |  |  |  |  |  |  |  |  |
|  | Elionor de Thouars          |  |  |  |  |  |  |  |  |  |  |  |  |  |  |  |
|  |                             |  |  |  |  |  |  |  |  |  |  |  |  |  |  |  |
|  |                             |  |  |  |  |  |  |  |  |  |  |  |  |  |  |  |
|  | Elionor de Châtellerault    |  |  |  |  |  |  |  |  |  |  |  |  |  |  |  |
|  |                             |  |  |  |  |  |  |  |  |  |  |  |  |  |  |  |
|  |                             |  |  |  |  |  |  |  |  |  |  |  |  |  |  |  |
|  | Bartomeu de L'Île-Bouchard  |  |  |  |  |  |  |  |  |  |  |  |  |  |  |  |
|  |                             |  |  |  |  |  |  |  |  |  |  |  |  |  |  |  |
|  |                             |  |  |  |  |  |  |  |  |  |  |  |  |  |  |  |
|  | Dangerosa de L'Île-Bouchard |  |  |  |  |  |  |  |  |  |  |  |  |  |  |  |
|  |                             |  |  |  |  |  |  |  |  |  |  |  |  |  |  |  |
|  |                             |  |  |  |  |  |  |  |  |  |  |  |  |  |  |  |
|  | Gerberga de Blaison         |  |  |  |  |  |  |  |  |  |  |  |  |  |  |  |
|  |                             |  |  |  |  |  |  |  |  |  |  |  |  |  |  |  |
|  |                             |  |  |  |  |  |  |  |  |  |  |  |  |  |  |  |

### Matrimoni i descendència
El març del 1159 es va arranjar el seu matrimoni amb una de les filles de Ramon Berenguer IV, comte de Barcelona, però les negociacions es van espatllar. Després Ricard fou promès amb Alix, filla del rei Lluís VII de França; tanmateix, durant els preparatius de l'enllaç, Alix es convertí en l'amant del pare de Ricard, Enric II. A causa del deshonor, Ricard renuncià a casar-se amb Alix i quan esdevingué rei la va tornar a França.
El 12 de maig de 1191 Ricard es va casar amb Berenguera de Navarra, filla del rei Sanç VI de Navarra. El matrimoni se celebrà a la capella de Sant Jordi de Limassol (Xipre) de camí cap a Terra Santa per participar en les croades. El matrimoni no tingué descendència.
Va tenir un fill il·legítim, anomenat Philip de Cognac (v.1180 – després del 1201), de mare desconeguda.

## Relació amb la literatura trobadoresca
Fill d'Elionor d'Aquitània, Ricard es relacionà amb diversos trobadors contemporanis. Gaucelm Faidit dedicà un planh a la seva mort: Fortz chausa est que tot lo major dan. A Ricard mateix se li atribueixen dues poesies: un sirventès escrit estant presoner a Àustria i demanant als seus vassalls que paguin el rescat: Ja nuls hom pres non dira sa razon, que es conserva també en versió francesa (Ja nus hons pris ne dira sa raison; se n'ha conservat la música en el cançoner francès O). I un altre sirventès, en francès, dirigit a Robert IV, Delfí d'Alvernha.

### Obra
- (420,1)[c] Daufin, je·us voill desraisnier (en francès)
- (420,2) Ja nuls hom pres non dira sa razon

## Protagonista de llegendes

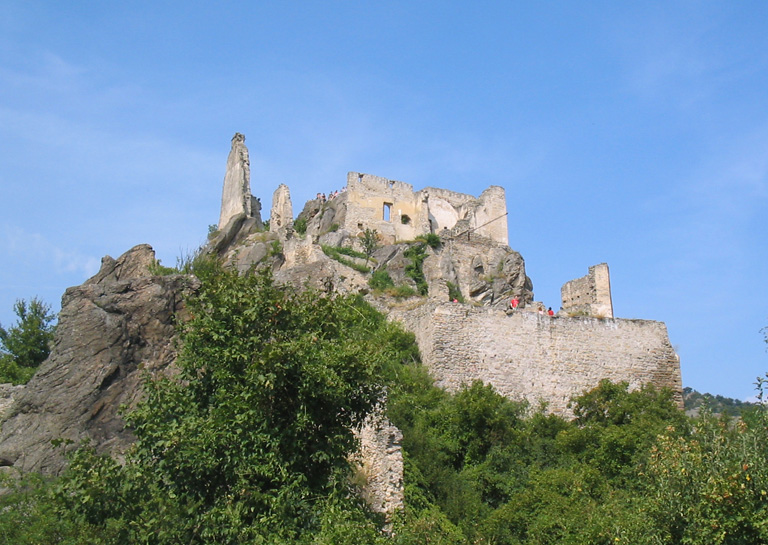
Castell de Durnstein, on va estar captiu.

A mitjan segle xiii, va sorgir una llegenda segons la qual, quan a Anglaterra es va saber que s'havia acabat la croada i Ricard no tornava, el seu ministre Blondel de Nesle va encetar un viatge cercant-lo de castell en castell per tot Europa. Blondel cantava en alt una cançó que havien compost junts i finalment el va trobar quan, en arribar al castell on estava captiu, Ricard va cantar l'estrofa que seguia. Aquesta llegenda va servir de base a una òpera André Grétry va escriure al segle xix.